# Alu (sopka)
Alu je název v současnosti neaktivní riftové zóny, nacházející se v Danakilské proláklině v Etiopii, severozápadně od stratovulkánu Dalaffilla. Zóna paralelních vulkanických zlomů má tvar eliptického hřebene, prodlouženého ve směru severozápad-jihovýchod. Hlavní vulkanická stavba je tvořena převážně čedičovými horninami. V oblasti je silná fumarolická aktivita.